# 81 mm moździerz M29
M29 – amerykański moździerz kalibru 81 mm, wykorzystywany m.in. podczas wojny wietnamskiej.
Moździerz M29 charakteryzował się mniejszą masą i większą donośnością niż M1, którego zastąpił w latach 50. XX wieku. W latach 80. XX wieku został zastąpiony w US Army  moździerzem M252 nowszej generacji.